# دهانه توکونوکا
دهانه توکونوکا (انگلیسی: Tookoonooka crater) یک دهانه برخوردی شهاب‌سنگی بزرگ است که در جنوب غربی ایالت کوئینزلند کشور استرالیا جای گرفته است. این دهانه در ژرفای زیر سنگ‌های رسوبی میانه‌زیستی حوضه ارومانگا دفن شده و نمی‌توان آن را بر روی سطح زمین دید.